# Amblycorypha cajuni
Amblycorypha cajuni är en insektsart som beskrevs av Walker, T.J. 2004. Amblycorypha cajuni ingår i släktet Amblycorypha och familjen vårtbitare. Inga underarter finns listade i Catalogue of Life.